# Paul Gégauff
Pour les articles homonymes, voir Gégauff.
Paul Gégauff est un scénariste, écrivain et dialoguiste français, né le 10 août 1922 à Blotzheim et mort, assassiné par sa maîtresse, le 25 décembre 1983 à Gjøvik, en Norvège. Il est principalement connu pour avoir signé le scénario de nombreux films de Claude Chabrol.

## Biographie

### Jeunesse
En juin 1940, Paul Gégauff publie à l'âge de 18 ans un roman intitulé Burlesque.

### Carrière
Gégauff rencontre Éric Rohmer en 1948 et fréquente le ciné-club du quartier latin à Paris, où il rencontre Jean-Luc Godard, Jean Douchet, François Truffaut, Claude Chabrol, Jacques Rivette et Jean Gruault.
Dandy et séducteur, il fascine les futurs réalisateurs de la Nouvelle Vague et inspire ainsi plusieurs personnages de leurs films. Chez Rohmer par exemple, il inspire le dandy dans le Journal d'un scélérat, Pierre dans Le Signe du Lion, Guillaume dans La Carrière de Suzanne, Adrien dans La Collectionneuse, Jérôme dans Le Genou de Claire et Henri dans Pauline à la plage ; chez Godard, le personnage de Michel Poiccard dans À bout de souffle. 
Les Mauvais Plaisants et Le Toit des autres, édités chez Minuit en 1951 et 1952, reçoivent un bon accueil, notamment de la part de Roger Nimier et de Georges Bataille.
Paul Gégauff a réalisé un long métrage, Le Reflux (1962) et fait plusieurs apparitions en tant qu'acteur, notamment dans Une partie de plaisir (1975), de Claude Chabrol dont il tient la vedette aux côtés de son épouse, Danièle Gégauff.

### Mort
Il meurt en Norvège en 1983 dans la nuit de Noël, poignardé de trois coups par sa dernière compagne, alors âgée de vingt-cinq ans, avec qui il entretenait une relation agitée, après lui avoir déclaré : 

« Tue-moi si tu veux mais arrête de m’emmerder. »

### Vie privée
Paul Gégauff a d'abord été marié à une jeune femme prénommée Simone, infirmière, avec qui il aura un premier fils, Pierre, puis il épouse la comédienne et productrice Danièle Gégauff (née Rosencranz). Ils ont deux enfants, Frédéric (né en 1963) qui est écrivain, puis Clémence, actrice et chanteuse,.
Dans les dernières années de sa vie, il partage la vie de l'actrice norvégienne Patricia Ducados (qui lui a été présentée par Arielle Dombasle), surnommée « Coco », avec qui il a une fille, Élise,.

## Filmographie

### Cinéma
- 1950 : Journal d'un scélérat d'Éric Rohmer, scénario, acteur
- 1959 : Le Signe du lion d'Éric Rohmer, dialogues
- 1959 : Les Cousins de Claude Chabrol, scénario
- 1959 : À double tour de Claude Chabrol, scénario
- 1960 : Plein Soleil de René Clément, adaptation et dialogues
- 1960 : Les Bonnes Femmes de Claude Chabrol, histoire et adaptation
- 1961 : Les Godelureaux de Claude Chabrol, scénario
- 1962 : L'Œil du Malin de Claude Chabrol, scénario
- 1963 : Ophélia de Claude Chabrol, scénario
- 1963 : Les Grands Chemins de Christian Marquand, dialogues
- 1964 : Le Gros Coup de Jean Valère, dialogues
- 1964 : L'Homme qui vendit la tour Eiffel de Claude Chabrol (segment dans Les Plus Belles Escroqueries du monde), scénario
- 1964 : L'Autre femme de François Villiers, scénario
- 1965 : Le Reflux, scénario et réalisation
- 1965 : Whisky et Vodka (Whisky y vodka) de Fernando Palacios, scénario
- 1966 : La Ligne de démarcation de Claude Chabrol, acteur
- 1967 : Le Scandale de Claude Chabrol, scénario
- 1967 : Diaboliquement vôtre de Julien Duvivier, scénario
- 1967 : Le Vice et la Vertu de Roger Vadim, acteur
- 1967 : Week-end  de Jean-Luc Godard, acteur
- 1968 : La Femme écarlate de Jean Valère, scénario
- 1968 : Les Biches de Claude Chabrol, scénario
- 1969 : Delphine de Éric Le Hung, dialogues
- 1969 : Que la bête meure de Claude Chabrol, scénario et dialogues
- 1969 : More de Barbet Schroeder, scénario et dialogues
- 1970 : Qui ? de Léonard Keigel, dialogues
- 1970 : Les Novices de Guy Casaril, scénario
- 1971 : La Décade prodigieuse de Claude Chabrol, adaptation
- 1972 : La Vallée de Barbet Schroeder, dialogues
- 1972 : Docteur Popaul de Claude Chabrol, scénario
- 1974 : La Rivale de Sergio Gobbi, scénario
- 1975 : Une partie de plaisir de Claude Chabrol, scénariste et acteur
- 1976 : Les Magiciens de Claude Chabrol, scénariste
- 1979 : Brigade mondaine : La Secte de Marrakech de Eddy Matalon, dialogues
- 1979 : Historien om en moder (da) de Claus Weeke, scénario
- 1980 : Pigen fra havet (da) de Claus Weeke, scénario
- 1981 : Les Folies d'Élodie de André Génovès, scénario
- 1984 : Frankenstein 90 de Alain Jessua, scénario
- 1984 : Ave Maria de Jacques Richard, scénario

### Télévision
- 1967 : Salle n° 8 de Jean Dewever et Robert Guez, scénario
- 1974 : Une invitation à la chasse  de Claude Chabrol (épisode d'Histoires insolites), scénario
- 1981 : Le Système du docteur Goudron et du professeur Plume de Claude Chabrol, scénario

## Publications
- 1940 : Burlesque, éditions J. Barbe, roman, Mulhouse
- 1951 : Les Mauvais Plaisants, Les Éditions de minuit, roman, Paris
- 1952 :  Le Toit des autres, Les Éditions de minuit, roman, Paris
- 1957 : Rébus, Les Éditions de minuit, roman, Paris, réédité en 1998 par Le Passeur-Cecofop  (ISBN 2-907913-59-X) puis en 2023 par L'Arbre vengeur[13]
- 1958 : Une partie de plaisir, Les Éditions de minuit, 1958
- 1969 : Tous mes amis, nouvelles, rééditées aux éditions Alphée, Monaco, 2009